# 等温定圧集団
等温定圧集団（とうおんていあつしゅうだん、英: isothermal–isobaric ensemble）は、一定の温度 T および一定の圧力 P を維持する統計力学的集団（アンサンブル）である。粒子の数 N も一定に保たれるため、NPT アンサンブルとも呼ばれる。化学反応は通常一定の圧力条件下で行われるため、この集団は化学において重要な役割を果たしている。分配関数は、正準集団 Z(N, V, T) の分配関数の加重和（あるいはラプラス変換）として次のように書くことができる：
{\displaystyle \Delta (N,P,T)=\int _{0}^{\infty }Z(N,V,T)\exp(-\beta PV)C\ dV.}
上式において、β = 1/kBT は逆温度（kB はボルツマン定数）、V は系の容積である。
正規化因子 C には複数の候補が存在する（例えば、C = N/V や C = βP ）。これらの選択肢により分配関数が無次元の量となる。熱力学的極限、すなわち粒子数が無限大の極限において差は消失する。
この集団の特性関数はギブスの自由エネルギーである：
{\displaystyle G(N,P,T)=-k_{B}T\ln \Delta (N,P,T).}
この熱力学ポテンシャルはヘルムホルツの自由エネルギー F（正準分配関数の対数）と結び付いている：
{\displaystyle G=F+PV.}
またプランク関数 Φ = −G/T とも次式で結ばれる：
{\displaystyle \Phi (N,P,\beta )=k_{B}\ln \Delta (N,P,1/k_{B}\beta ).}